# Sebaea minutissima
Sebaea minutissima är en gentianaväxtart som beskrevs av O.M. Hilliard och B.L. Burtt. Sebaea minutissima ingår i släktet Sebaea och familjen gentianaväxter. Inga underarter finns listade i Catalogue of Life.